# Uglovskoe
Uglovskoe (in russo Угловское?) è un villaggio del settore meridionale della Siberia Occidentale situato nel Territorio dell'Altaj,  in Russia. È il centro amministrativo del distretto Uglovskij.
La località si trova 370 km a sud-ovest della capitale Barnaul.